# República Khmer
La República Khmer (llengua khmer: សាធារណរដ្ឋខ្មែរ, francès: République khmère) va ser el govern de caràcter militar instituït a Cambodja entre l'any 1970 i el 1975. Aquest estat fou fundat posteriorment al cop d'estat militar del general Lon Nol, el qual juntament amb Sirik Matak i In Tam va enderrocar el 18 de març del 1970 el govern presidit pel príncep Norodom Sihanuk que en aquell moment es trobava a l'estranger i va passar a l'exili. El 7 d'octubre del mateix any es va proclamar una nova constitució. Dos dies després es va abolir la monarquia i es va proclamar formalment la república.
La República Khmer es va alinear obertament amb els Estats Units i Vietnam del Sud, acabant amb la política de neutralitat de Sihanuk que havia beneficiat al Viet Cong. Lon Nol es va involucrar directament a la Guerra del Vietnam, permetent als militars nord-americans operar dins del territori de Cambodja amb l'objectiu de finalitzar amb l'ús de la part oriental del país com a base per a les activitats de Vietnam del Nord i el Viet Cong.
L'autorització del president Richard Nixon de portar a termini un intens programa de bombardejos a la part oriental del país va afeblir el govern de Lon Nol. Aquests bombardejos indiscriminats foren molt impopulars i causaren un gran nombre de víctimes civils. Finalment varen jugar a favor de la causa de les guerrilles dels Khmers rojos dirigides per Pol Pot.
L'estat de la República Khmer va caure el 17 d'abril de 1975 amb l'entrada a Phnom Penh dels Khmers rojos i la capitulació de les Forces Armades Khmers (FANK). Lon Nol fou evacuat pels nord-americans tot just abans de l'entrada dels Khmers rojos a la capital. Sirik Matak va acusar molt emotivament als diplomàtics nord-americans que s'estaven preparant per marxar d'haver abandonat als cambodjans que havien confiat en ells i no va voler deixar el país. Poc després fou assassinat pels Khmer rojos, els quals varen fundar la Kamputxea Democràtica i varen executar a tots aquells que havien format part de les forces armades de la República Khmer, especialment als oficials. Lon Nol va morir a l'exili a Hawaii el 1985.